# Test des cubes de Kohs

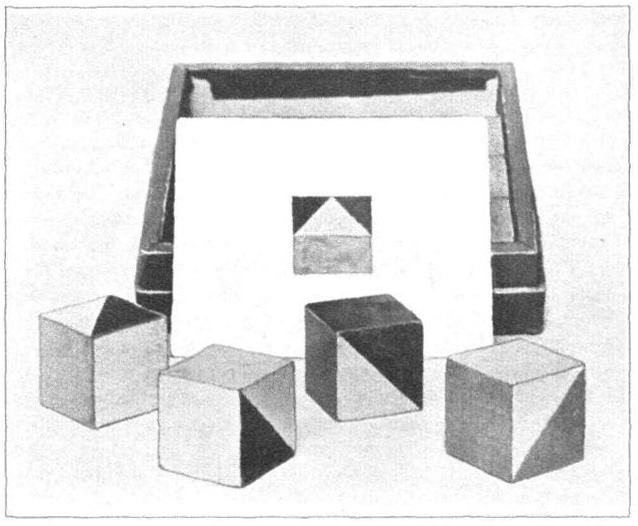
Le matériel des cubes de Kohs avec les cubes au premier plan et le modèle à reproduire avec les cubes au second plan.

Le test des cubes de Kohs permet de mesurer l'expression analytique et synthétique de la pensée conceptuelle et est également utilisé comme test d'intelligence et de développement.
Les cubes de Kohs testent les capacités visuo-spatiales et des habiletés de coordination visuo-motrice.

## Histoire
Ce test est mis en place par le psychologue Samuel Kohs en 1920, alors qu'il prépare sa thèse de doctorat à l'Université Stanford sous la direction de Lewis Terman. La création de ce test est tout à fait originale, puisqu'il s'est inspiré d'un jeu commercialisé, des cubes de couleurs, qu'il a adapté. Le jeu commercial consistait à construire des mosaïques avec 16 cubes de couleurs aux faces unicolores ou bicolores. Dans les années 1920 et 1930 aux États-Unis, la pratique des tests d'intelligence se répandait très rapidement (dans l'industrie, dans les écoles) et de nombreux tests de performance étaient créés pour pallier le côté trop verbal des tests d'intelligence inspirés du test Binet-Simon.
"Kohs déclarait si l'intelligence met en jeu les opérations d'analyse de combinaison de critique,  le test des cubes peut en tout justice être considéré comme faisant appel à l'intelligence et dans ces limites comme mesurant ses capacités mentales"

Le cadre théorique ainsi que l'ensemble des données concernant la standardisation et l'interprétation des résultats obtenus à ce test sont contenus dans la monographie publiée en 1923.
"Grace Arthur conserva 17 figures du test original et sa version a pratiquement supplanté celle de Kohs"
Quelques années plus tard, David Wechsler inclut un test de cubes (en) dans les échelles WISC et WAIS, ce qui rend courante son utilisation dans l'évaluation de l'intelligence.

## Passation
Le patient doit, au moyen de 16 cubes colorés, reproduire les motifs affichés sur une série de patrons qu’on lui propose .
Les 16 cubes sont identiquement peints. Ils ont tous :
- une face rouge ;
- une face bleue ;
- une face blanche ;
- une face jaune ;
- une face bleue et jaune divisée dans la diagonale ;
- une face rouge et blanche divisée dans la diagonale.

Les 17 dessins utilisés dans ce test neuropsychologique sont numérotés en fonction de leur difficulté, le dix-septième étant le plus difficile.
La difficulté croissante est créée en modifiant les patrons par étapes :
1. Le dessin à reproduire ne nécessite que des faces avec une seule couleur (patron 1)
2. On utilise quelques diagonales (patrons 2, 3, 4, 5, 6)
3. La réalisation du dessin avec les cubes nécessite l'utilisation de diagonales sur chaque cube (patrons 7 et 8)
4. On élimine la bordure sur le dessin à reproduire (patrons 9, 10, 12, 14 et 17)
5. On augmente ensuite le nombre de cubes à utiliser (patrons 10, 11 puis 12, 13 puis 14 à 17)
6. Les patrons sont de plus en plus dissymétriques (patrons 11, 16, 15 et 17)
7. On diminue le nombre de couleurs différentes (patrons 15, 16 et 17)

La passation du test dure entre 20 et 45 minutes.

## Interprétation des résultats
Les cubes de Kohs requièrent des capacités visuo-spatiales et des habiletés de coordination visuo-motrice. Cette tâche sollicite donc plus particulièrement l'hémisphère droit.
Des recherches ont montré la corrélation entre l'amygdale droite et la mémoire visuo-spatiale.
Les résultats aux tests des cubes sont très peu affectés par les facteurs culturels, notamment scolaires,.